# التلفزيون الإسباني الدولي
التلفزيون الإسباني الدولي هي قناة تلفزيونية إسبانية. أُطلقت القناة في الـ1 ديسمبر 1989. أُنشِأت بهدف لم شمل الإسبان القاطنين خارج وطنهم